# Arichanna jaguarinaria
Arichanna jaguarinaria är en fjärilsart som beskrevs av Charles Oberthür 1881. Arichanna jaguarinaria ingår i släktet Arichanna och familjen mätare. Inga underarter finns listade i Catalogue of Life.